# Catedral de Ciudad Obregón
La Catedral de Ciudad Obregón, oficialmente Catedral del Sagrado Corazón de Jesús es un templo católico elevado al rango de catedral, siendo la sede de la Diócesis de Ciudad Obregón, es una de las catedrales más recientes de México, ya que fue levantada a finales del siglo XX. Esta dedicada al Sagrado Corazón de Jesús. Se ubica en Ciudad Obregón, en el estado de Sonora.

## Historia
Su construcción comenzó en 1977 para suplantar la catedral anterior durante el mandato de Miguel González Ibarra, obispo de la Diócesis de Ciudad Obregón en aquel tiempo.
En 1979 se concluyeron las obras y consagro la catedral ya terminada, siendo una de las catedrales más recientes de México, se dedico la catedral como patrón al Sagrado Corazón de Jesús.

## Diseño
De estilo moderno, destaca su enorme cubierta, en forma de prisma truncado, sobre el cual se levanta una gran cruz.
En el interior se puede apreciar un gran retablo  de 12 metros de largo y 7 de alto, que pesa 2.5 toneladas y se compone de 30 piezas de imágenes esculpidas en mármol y decoraciones con hoja de oro y bronce.